# Anacroneuria curiosa
Anacroneuria curiosa is een steenvlieg uit de familie borstelsteenvliegen (Perlidae). De wetenschappelijke naam van de soort is voor het eerst geldig gepubliceerd in 1998 door Stark.